# ساندرا واسرمان
ساندرا واسرمان مواليد 10 مارس 1970 في أنتويرب، هي لاعبة كرة مضرب بلجيكية سابقة. أعلى تصنيف لها في الفردي كان المركز الـ 48 في سنة 1989. أعلى تصنيف لها في الزوجي كان المركز الـ 75 في سنة 1989.

## الخط الزمني للفردي
مفتاح
| ف | ن | ن.ن | ر.ن | د# | د.م | ل | أ.أ | ت | غ | ب | ف | ذ | م.خ | ل.ت |

(ف) فاز بالبطولة (ن) وصل النهائي (ن.ن) نصف النهائي (ر.ن) ربع النهائي (د#) الأدوار الأربعة الأولى (د.م) دور المجموعات (ل) شارك في كأس ديفيز (أ.أ) خرج من الأدوار الاولى (ت) خسر التصفيات التأهيلية (غ) غاب عن الحدث أو البطولة (ب) حصل على ميدالية برونزية (ف) حصل على ميدالية فضية (ذ) حصل على ميدالية ذهبية (م.خ) بطولة الماسترز خُفضت إلى مرتبة أقل (ل.ت) البطولة لم تعقد في السنة المعينة.
لتجنب الارتباك وازدواجية الحساب، يتم تحديث هذه المعلومات إما في نهاية البطولة، أو عندما تكون مشاركة اللاعب في البطولة قد انتهت.
| الدورة            | 1987  | 1988  | 1989  | 1990  | 1991  | 1992  | 1993  | 1994  | إجمالي ف/م |
| ----------------- | ----- | ----- | ----- | ----- | ----- | ----- | ----- | ----- | ---------- |
| أستراليا المفتوحة | غ     | د2    | د2    | د3    | د1    | غ     | د2    | د1    | 0 / 6      |
| فرنسا المفتوحة    | د3    | د1    | د2    | د1    | غ     | د3    | د2    | غ     | 0 / 6      |
| بطولة ويمبلدون    | غ     | د1    | غ     | د1    | غ     | غ     | د2    | غ     | 0 / 3      |
| أمريكا المفتوحة   | غ     | د3    | د2    | د3    | غ     | غ     | د1    | غ     | 0 / 4      |
| فوز / مشاركة      | 0 / 1 | 0 / 4 | 0 / 3 | 0 / 4 | 0 / 1 | 0 / 1 | 0 / 4 | 0 / 1 | 0 / 19     |

- إجمالي ف / م = إجمالي الفوز والمشاركة

## روابط خارجية
- ساندرا واسرمان على موقع رابطة محترفات التنس (الإنجليزية)
- ساندرا واسرمان على موقع الاتحاد الدولي لكرة المضرب (الإنجليزية)
- ساندرا واسرمان على موقع كأس بيلي جين كينغ (الإنجليزية)
- ساندرا واسرمان على موقع خلاصة التنس.كوم (الإنجليزية)